# Richard Pischel
Richard Pischel (født 18. januar 1849 i Breslau, død 27. december 1908 i Indien) var en tysk sanskritist.
Pischel studerede blandt andet i London og Oxford, blev professor i sanskrit og sammenlignende sprogforskning i Kiel, senere i Halle og Berlin. Hans arbejder var af enestående vigtighed navnlig for prakrit-dialekterne.
Blandt disse må nævnes: De Kālidāsæ Çākuntali recensionibus (1870), De grammaticis prācriticis (1874), Kālidāsa's Çākuntalā, the Bengali Recension with Critical Notes (1877), Hemacandra's Grammatik der Prākrit-Sprachen [2 bind, 1877—80), The Assalāyana-suttam (pali og engelsk) (1880), The Deçināmamalā of Hemacandra (bind I. 1880), The Théri-Gāthā (1883), Rudrata's Qrngāratilaka and Rugyaka's Sahrdayalilā, with an Introduction and Notes (1886), Vedische Studien I—III (1889—1900, med Geldner); Beiträge zur Kenntniss der deutschen Zigeuner (1894); Grammatik der Prākritsprache (i Indo-arische Alterthumskunde); Leben und Lehre des Buddha (1906, 2. oplag ved Lüders, 1910); artikler i "Zeitschrift der deutschen morgenländischen Gesellschaft", "Göttingische Gelehrte Anzeigen", "Kuhn & Schleichers Beiträge", "Bezzenbergers Beiträge" og "Sitzungsberichte der preussischen Akademie der Wissenschaften".